# Euphrasia paghmanensis
Euphrasia paghmanensis är en snyltrotsväxtart som beskrevs av K. H. Rechinger. Euphrasia paghmanensis ingår i släktet ögontröster, och familjen snyltrotsväxter. Inga underarter finns listade i Catalogue of Life.